# 放射化
放射化（ほうしゃか、Radioactivation）とは、元々は放射能が無い同位体が、他の放射性物質等から発生する放射線を受ける事によって、放射性同位体となること。放射化の度合いは、放射線の種類とエネルギー、及び放射線を受ける同位体に依存する。
放射化は宇宙線による炭素14の生成のように自然界でも起こっている。
{\displaystyle {\ce {{\it {n}}+{^{14}_{7}N}->{^{14}_{6}C}+{\it {p}}}}}
人工的な放射化は1934年、キュリー夫人の娘イレーヌ・キュリーとその夫フレデリックによって初めて発表された。彼女らはポロニウムから生じたアルファ線をアルミニウムに照射し、
{\displaystyle {\ce {^{27}Al(\alpha ,{\it {n}})^{30}P}}}
の反応により安定同位体から放射性同位体が生成することを確認した。この功績により、1935年に2人はノーベル化学賞を受賞している。
下記のように、放射性物質を扱う施設で起きるほか、核爆発によって発生し、放射能汚染を深刻化させる。

## 経済活動への影響と対策
原子力エネルギーの利用を目的とする原子力発電所や加速器等を構成する材料の一部は、施設の運転中に発生する中性子によって放射化する。更に、中性子照射によって放射化した材料の中でも、施設の解体・処分時にある一定以上の残留放射能を持つものについては、低レベル放射性廃棄物へと区分されることが必要である。
原子力施設や加速器のほか医療用のポジトロン断層法に用いる 18F-FDG薬の生産に用いるサイクロトロン装置を収容する建物の壁材（コンクリート）では長期間の稼働によって壁材が放射化するが、放射化されにくい材料で作られる低放射化コンクリートが利用される。
炭化ホウ素や水素を添加することで低エネルギー中性子を減速・吸収させ、施設部材の放射化や人体被曝を減らすウレタン系塗料も開発されている。

## 応用例
線源
γ線源であるコバルト60生成は、安定同位体の59Co への中性子照射によって行われる。通常は原子炉中で行われる。
{\displaystyle {\ce {^{59}Co({\it {n}},\gamma )^{60}Co}}}
表現方法を変えると、
{\displaystyle {\ce {{^{59}Co}+{\it {n}}->^{60}Co}}}
汚染分析
放射化を利用した分析手法が放射化分析で、放射化された元素の量を測定することで動植物の細胞内に取り込まれている元素の量を調べる。例えば、毛髪中水銀の定量や、大気中の浮遊粉塵の分析も行われる。